# Lewis Machine and Tool Company
Pour les articles homonymes, voir LMT.
LMT Defense, connu jusqu'en 2019 comme Lewis Machine & Tool Company (LMT) est une société américaine d’armement. Elle a été fondée par Karl Lewis en 1980. LMT a commencé ses activités en fournissant aux forces de l'ordre américaines et aux agences gouvernementales des armes et des accessoires de type militaire. Par la suite, ils se sont développés pour fournir des détaillants militaires et commerciaux. Toute l’ingénierie et la fabrication de LMT sont effectuées dans ses locaux de Milan, dans l’Illinois.
LMT fabrique des systèmes d’armes complets tels que les lance-grenades M4 / AR-15 et M203.
Les armées du Royaume-Uni et de Nouvelle-Zélande utilisent des fusils de précision LMT L129A1.Le fusil d'assaut MARS-L (Modular Ambidextrous Rifle System – Light) est l'arme standard des armées néo-zélandaise depuis 2017 et estonienne depuis 2019. Dans cette dernière, il est désigné LMT R20 Rahe.